# Антреме

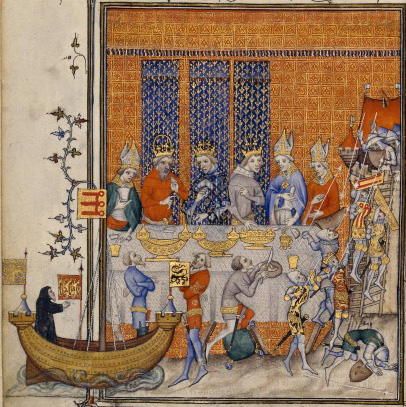
Постановка складного антреме на бенкеті Карла V у 1378; ілюмінація з Grandes Chroniques, кінець XIV століття.

Антреме́ (від фр. entremets, досл. «між подачами», старофр. entremès, entremez, entremetz) у сучасній французькій кухні — невелика страва, яка подається між основними подачами страв (курсами)  або просто десерт. Спочатку це була складна форма страви-видовища досить поширеного серед дворянства і верхівки середнього класу в Європі в Пізнє Середньовіччя та ранній новий період. Антреме знаменувало кінець курсу страв і міг бути у вигляді як простого фрументі (вид пшеничної каші), яку яскраво фарбували та приправляли екзотичними спеціями, так і складними для розробки мінімоделями замків в комплекті з виними фонтанами й музикантами, також з їжі моделювали алегоричні сцени. До кінця середньовіччя, він майже повністю розвинувся в обідні розваги у формі неїстівних прикрас або виставу, часто наповнену символікою влади або королівства.